# Clavelina australis
Clavelina australis är en sjöpungsart som först beskrevs av William Abbott Herdman 1899.  Clavelina australis ingår i släktet Clavelina och familjen klungsjöpungar. Inga underarter finns listade i Catalogue of Life.